# Natró
El natró és un mineral de la classe dels carbonats (o minerals carbonats i nitrats), segons la classificació de Strunz. Té gust de lleixiu i és fluorescent. El natró és una mescla, que apareix de manera natural, de carbonat de sodi decahidratat (Na₂CO₃·10H₂O) i un 17% d'hidrogencarbonat de sodi (també anomenat nahcolita, NaHCO₃) junt amb petites quantitats de sal comuna (halita, clorur de sodi) i sulfat de sodi. Al llarg de la història el natró ha tingut moltes aplicacions pràctiques les quals continuen en els usos moderns dels seus components minerals.
En la moderna mineralogia el terme natró ha passat a significar només el carbonat de sodi decahidratat que és el seu principal component.

## Etimologia
La paraula prové del terme NTR del Antic Egipte, que significa ‘diví’ o ‘pur’, donant lloc a la paraula composta ‘sal divina’. El principal lloc d'extracció d'aquesta sal era la zona de Uadi el Natrun, a Egipte. La paraula va ser emprada en les llengües semítiques: en accadi nit(i)ru, en arameu nithra, en hebreu hebreu: נתר, neter‎ (per al carbonat de potassi). Possiblement, a través del fenici va passar a l'idioma grec com nitro, i al llatí com nitrum. En àrab és نطرون, naṭrūn, paraula que es va transmetre al francès, natron, i d'aquest al català natró.
El terme grec nitro i el llatí nitrum es van utilitzar per al salnitre i la sosa, que no es distingien com a substàncies diferents.
Daniel Rutherford descobreix la química de nitrogen al segle xviii, encara que el nom va ser donat pel químic francès Jean Antoine Chaptal, ja que generava nitre , per tant, el terme referia en realitat a dos elements: el nitrogen i el sodi, que deriven de la mateixa paraula.
El terme llatí Natrium va donar nom al sodi, del qual deriva el seu símbol químic Na.

## Propietats
Químicament és un carbonat de sodi natural, molt hidratat. Efloreix ràpidament quan s'exposa a l'aire sec, transformant-se en el monohidrat termonatrita (Na₂CO₃·H₂O).
Segons la classificació de Nickel-Strunz, el natró pertany a «05.CB - Carbonats sense anions addicionals, amb H₂O, amb cations grans (carbonats alcalins i alcalinoterris)» juntament amb els següents minerals: termonatrita, trona, monohidrocalcita, ikaïta, pirssonita, gaylussita, calconatronita, baylissita i tuliokita.

## Usos
El natró va ser emprat pels antics egipcis en el procés de momificació. També s'utilitzava en la fabricació de ceràmica vítria, la faiança egípcia (diferent de la faiança ordinària), a més, aquesta sal va ser destinada per a usos relacionats amb la neteja, com ara la neteja dels habitatges i la higiene del cos.

## Formació i jaciments
Es forma en ambient de llac ric en sodi, acumulant-se en els seus marges o bé com un precipitat al fons del llac durant les èpoques de fred, també s'ha trobat com eflorescència en laves.
Sol aparèixer associat a la natura a altres minerals com: termonatrita, trona, mirabilita, gaylussita, guix o calcita.
Hi ha importants jaciments a Egipte i Rússia. Als territoris de parla catalana ha estat descrita al volcà de la Crosa de Sant Dalmai (Bescanó, Gironès).